# Betanzos (Potosí)
Betanzos es una pequeña ciudad y municipio de Bolivia, capital de la provincia de Cornelio Saavedra del departamento de Potosí. La localidad está distante a 45 km al este de la ciudad de Potosí, la capital departamental. Cerca a la localidad se encuentra el Cerro Thumilki (3973 m.s.n.m).

## Historia

### Periodo cuaternario (10000 a. C.)
Entre los valles del Thumilki se hallaron restos fósiles de animales del pleistoceno, como los gliptodontes, los cuales se extinguieron durante la última glaciación, posteriormente fue habitado por tarucas, guanacos y vicuñas. Durante este periodo, los hombres del lugar habitaron el lugar dejando pinturas rupestres en los alrededores del cerro Thumilki (Lajas Mayu, Jatun Cueva, Yana Cueva, Inka Cueva, Likichiri Cueva, Pignasi, Lagunillas). En las pinturas rupestres se ven escenas de caza de auquénidos (vicuñas y guanacos). También existen representaciones de figuras geométricas abstractas como laberintos.

### Época precolombina
Los idiomas que predominaban en la región durante la época precolombina eran el pukina, aymara y quechua. Posteriormente el idioma pukina fue disminuyendo en la zona con la expansión de la cultura Tiahuanacu (400 a 1200 d.C.). 
El nombre del cerro de Thumilki probablemente tiene su origen en el idioma pukina, que se forma de las voces "thumi" (joven) e "iqui o iquili" (padre). Ya que es uno de los tres cerros con una denominación pukina, los otros dos son: el cerro Ñuqui (ubicado a 50 km al sur en Puna) y el cerro Chorolque (ubicado a 137 km al sudoeste en Chichas). Estos tres cerros tienen la particularidad de "mirarse" entre ellos y conformando una forma triangular por su ubicación. 
En el periodo entre los años 900 a 1400 d.C., tras el derrumbe de cultura Tiwanaku en el altiplano andino, emergieron distintos señoríos regionales que se estructuraron internamente y se diferenciaron entre sí. El cerro Thumilki y la cordillera de Coipasi, cercanos a la localidad de Betanzos, adquirieron el carácter de una frontera étnica en disputa entre los pueblos Qaraqara y Yampara. Esta época era recordado en la tradición oral andina recogida en las crónicas coloniales como el "auca pacha" (época de guerra).
Al pie del cerro de Thumilki (en Mojotorillo) los originarios del lugar construyeron los pucarás, fortificaciones de piedra, que se encuentran parcialmente derrumbados.
Durante la época de la civilización incaica, en Thumilki los incas establecieron un centro administrativo sobre una porción considerable del territorio yampara. Su presencia en el lugar pudo responder, entre otros motivos, a imponer la autoridad estatal en esta zona de frontera.
Los incas establecieron un enclave en la vertiente yampara del Thumilki, entre Chilcani y Khonapaya, sin afectar las tierras de los qaraqaras.  Aunque las fuentes documentales son limitadas, los libros parroquiales de la década de 1630 evidencian una población étnicamente diversa, lo cual no se observa en comunidades cercanas como Chaquí y Tacobamba. 
El imperio incaico estableció dos ayllus en Chaquí (Lupaca y Pacaje) con fines mineros y agrícolas.  Una vez que los incas sentaron su dominio en la región del pucará de Mojotorillo, tuvieron a su mando a los flecheros yamparas y a los honderos qaraqaras, lo cual les dio ventaja para tener el control del cerro Thumilki y sus accidentados alrededores en peñas (qaqas) y puertas (punkus). En las inmediaciones del Thumilki se cruzaban tres caminos importantes para el Tawantinsuyu: el camino de Oroncota, el camino de Chaquí que conectaba Choquechaca con las minas de Porco, y un ramal que, desde Lagunillas, permitía bajar a Mojotorillo o bordear la laguna hacia una cueva con pinturas rupestres y una apacheta cercana a lo que hoy es Betanzos

#### La huaca de Thumilki
En la cima visible de la cara del cerro se encuentra una huaca (wak'a), de una piedra blanquecina comparada al resto violáceo del cerro en forma de un pequeño toro sentado, el cual fue de interés del imperio incaico de tomar dicho huaca.

### Siglos XVI - XVII
Los españoles que participaron en la conquista de la región que hoy corresponde a Betanzos incluyeron a Hernando Pizarro y Gonzalo Pizarro, quienes lideraron expediciones en el área del Qullasuyu.  Además, Diego de Almagro y su grupo de conquistadores estuvieron involucrados en la región durante su expedición hacia Chile. 
Después de la fundación de la Villa Imperial de Potosí y la Villa de La Plata de la Nueva Toledo (actual Sucre), se vio la necesidad de la existencia de una venta (denominada por españoles) o tambo (denominado por incas), que llegó a llamarse en ese entonces como Tambo de Bartolo, que fue clave en el camino real entre La Plata y Potosí, sirviendo como lugar de descanso para viajeros y animales.  Su éxito se debió a su ubicación estratégica, central en la ruta y entre valles y puna, facilitando el intercambio agrícola en la economía colonial de Charcas. 
Tras la conquista del Perú, la red vial inca quedó deteriorada. En 1543, el gobernador Vaca de Castro promulgó las “ordenanzas de tambos” para recuperar los caminos principales, reorganizar los tambos bajo lógica española y regular el transporte de personas y mercancías.  Limitó el uso de indígenas como cargadores, estableciendo que solo llevaran cargas entre posadas cercanas.  Además, asignó administradores españoles en cada tambo.  Aunque la mayoría de los tambos quedaron como lugares de paso, Bartolo destacó al convertirse en un pueblo con parroquia propia. 

#### La parroquia de Bartolo
La parroquia de Bartolo fue fundada con el nombre original de "Doctrina y curato del Tambo Quemado llamado Nuestra Señora del Rosario y Nuestra Señora del Valle" entre finales del siglo XVI y principios del siglo XVII para atender a una población diversa de españoles, mestizos, indios y esclavos negros de las haciendas cercanas.  Las primeras referencias documentales datan de 1610, aunque su creación se sitúa entre 1596 y 1604, según Alfredo Augusto Torero Fernández de Córdova, y según Waldemar Espinoza Soriano entre 1604 y 1612.
En 1636, la parroquia del Tambo Quemado fue denominada "Doctrina del Tambo Quemado llamada San Alifonso y Nuestra Señora del valle", aunque este nombre no perduró y se mantuvo la advocación a la Virgen del Rosario. Un siglo después, cambió su titular a "Nuestra Señora de la Asunción del Tambo Quemado de Bartolo", pero la fiesta principal siguió siendo la del Rosario.  Además, existían tres cofradías: San Miguel, la Virgen del Rosario y Santa Bárbara.  Según un documento del siglo XIX, la parroquia fue creada gracias a una donación del propietario de la hacienda y del tambo. 

#### Evolución del nombre del pueblo
El nombre "Tambo Quemado" se relaciona con un episodio bélico durante la conquista, cuando las guerras entre indios, españoles y conquistadores provocaron la quema de tambos, saqueo de depósitos, destrucción de puentes y caminos, aunque de esto no se tiene certeza histórica.  En 1562 se menciona un "pueblo quemado", descartando un incendio accidental.  En 1569, Gorbaran de Robles declaró ser dueño de dos ventas en Pilcomayo y Tambo Quemado, cuya quema afectó dos tambos coloniales que antes eran uno en tiempos del Inca. 
El nombre "Tambo de Bartolo" no está relacionado con el santo patrono San Bartolomé. Este santo fue adoptado como patrono de la parroquia recién en 1880, y desde entonces las fiestas de San Bartolomé y Nuestra Señora del Rosario se convirtieron en las más importantes. 
Otra posibilidad existente es que se nombró así por un un soldado de caballería que acompañó a los conquistadores hermanos Pizarro, Bartolomé Talaverano, pero no existe evidencia de que esto haya sido así.
El nombre del "Tambo de Bartolo" probablemente proviene del apodo o nombre de su primer dueño, Bartolo, como era común llamar a los tambos por los nombres de sus propietarios. Pedro Ramírez del Águila, en sus Noticias políticas de Indias, menciona, sobre el camino entre La Plata y Potosí, los tambos del Negro (hoy Negro Tambo), de Ximénez (hoy Mayutambo), de Bartolo (hoy Betanzos), y otros. Se supone, por lo tanto, que el primer dueño del tambo se llamaba Bartolo.
| Año  | Nombre                                                                                            |
| ---- | ------------------------------------------------------------------------------------------------- |
| 1562 | Pueblo Quemado                                                                                    |
| 1569 | Tambo Quemado                                                                                     |
| 1610 | Doctrina del Tambo Quemado                                                                        |
| 1624 | Cura propio del Tambo Quemado                                                                     |
| 1634 | Doctrina y Curato del Tambo Quemado llamado Nuestra Señora del Rosario y Nuestra Señora del Valle |
| 1639 | Tambo de Bartolo                                                                                  |

No se descarta la posibilidad de que el tambo fue quemado durante la guerra civil entre pizarristas y realistas entre los años de 1544 y 1548. 

### Siglo XVIII
La hacienda y tambo de Bartolo tiene su registro más antiguo en 1637, cuando fray de Buenaventura, como albacea de doña Catalina de Iturbide, la vendió a Alonso Paes de Comarcada y su esposa Francisca de Melo por 11 mil pesos. Los esposos hipotecaron dos casas en la ciudad de Potosí. En 1699, la hacienda fue rematada y adquirida por Mathías Simón Garcés de Molina por siete mil pesos. 
En 1701, el juez Rodrigo Carreño y Añez realizó el amojonamiento (delimitación de límites de terrenos) de las tierras del tambo de Bartolo, notificando a los colindantes de propiedades vecinas como Mojotorillo, Lagunillas, Tecoya, Coipasi, el tambo de Ximénez, Sacasaca y el tambo de las Cortaderas.  El proceso comenzó el 1 de junio en el límite entre Sacasaca y Bartolo, con testigos locales como Diego Copacaba, alcalde mayor de Bartolo, y Juan Diez de Betanzos, un español de más de 80 años de edad. El juez Rodrigo Carreño delimitó la hacienda de Bartolo, incluyendo la venta de Gorbaran y las tierras de la falda de la Laja.  La delimitación abarcó desde el cerro Phisqa K’uchu Punta hasta el cerro Achallullu, pasando por el cerro del Rosario y la cordillera de Coipasi, y concluyó en la quebrada seca que cae a las tierras de Carrero.
En 1699 Mathías Simón Garcés compró la hacienda y tambo de Bartolo, el cura interino Joseph de Guzmán y Prado realizó un censo que registró 214 personas distribuidas en 25 casas. Entre los habitantes había autoridades como el alcalde, el sacristán y el fiscal, además de artesanos como dos petaqueros y un llamero.  Los grupos étnicos más mencionados fueron los ayllus Yanaconas del Rey, Combapata, Yanaoca, Toledo y Carangas. También se registraron dos casas de españoles y cuatro de mestizos.
Para el año 1700, se registraba una notable presencia de ayllus de las provincias Canas (Yanaoca) y Canchis (Combapata, Marangana) en Bartolo, que se dividía en dos zonas: el pueblo y la parroquia, y Pulupaya, donde estaba el tambo. Entre los registrados se encontraba el español Juan Diez de Betanzos (Juan Dias de Ventansos, como lo escribió el cura).

## Demografía
De acuerdo con el censo boliviano de 2024, la población del municipio de Betanzos es de 31 772 habitantes.
La población del municipio estuvo sujeta a importantes fluctuaciones entre 1992 y 2024, mientras que la población de la localidad ha aumentado en aproximadamente dos tercios entre 1992 y 2012:
| Año  | Habitantes (municipio) | Habitantes (localidad) | Fuente     |
| ---- | ---------------------- | ---------------------- | ---------- |
| 1992 | 31 862                 | 2 866                  | Censo 1992 |
| 2001 | 36 308                 | 4 168                  | Censo 2001 |
| 2012 | 33 455                 | 4 632                  | Censo 2012 |
| 2024 | 31 772                 |                        | Censo 2024 |

## Economía
Como muchos otros pueblos de la zona, la mayor parte de la población se dedica a la agricultura. Aquí se pueden visitar mercados y ferias artesanales en las que aún se practica el trueque.

## Fundación
Este municipio fue fundado en 1925, bajo el gobierno del presidente provisional Felipe Guzmán. El nombre de la ciudad viene del guerrero Miguel Betanzos, del siglo XVII, quien luchó contra los colonizadores españoles. Su figura se sigue considerando un símbolo por la libertad e independencia.

## Transporte
Betanzos se encuentra a 45 km por carretera al este de Potosí, la capital departamental. La ruta nacional Ruta 5 pasa por Betanzos, que sale de la Ruta 7, que recorre de norte a sur a lo largo de la Cordillera Oriental, en La Palizada y conduce en dirección suroeste hasta la frontera con Chile. La Ruta 5 pasa por las ciudades de Aiquile, Sucre y Yotala, cruza el río Pilcomayo y luego de un total de 407 kilómetros llega a Betanzos. Desde aquí conduce vía Potosí, Ticatica, Pulacayo y Uyuni hasta llegar a Chile por otros 491 kilómetros.

## Turismo
En las cercanías de Betanzos se encuentran lugares paleontológicos y artes rupestres de la época del cuaternario, como Lajas Mayu 2 (río de Rocas), Inca Cueva y Thumilkhy. En algunos de estos sitios se encuentran escenas de caza de auquénidos, como las llamas o guanacos. En la región de Rincón K'uchu y Pignasi se encuentran una serie de petroglifos en forma de círculos concéntricos. En los alrededores del lugar se hallan una gran cantidad de cruces, que fueron hechas con la voluntad de imponer un sello cristiano, conforme al mandato de Francisco de Toledo.
Como atractivo también están las diferentes haciendas que rodean al pueblo de Betanzos, donde se revela la mejor de las infraestructuras coloniales.
Otros atractivos incluyen: las comunidades turísticas, laguna de Lagunillas, ex Hacienda de Aniceto Arce (Tirispaya), la hacienda de Mojotorillo, iglesia de Siporo, Iglesia de Otuyo, iglesia de Siporo, Cristo de Piedra de Tecoya, puentes colgantes peatonales en Viña Quemada e Incapampa (Poco Poco).

## Música
En Betanzos han nacido varios músicos famosos a nivel nacional. Entre los más destacados están Victoria Fernández, Elisa Vidaurre . También es la cuna de los grupos folclóricos más reconocidos como Ricchary, Kiswas, Surcos, grupo los Cariñosos, Alicia Vargas, también de Samuel Vedia Martínez. Varios grupos electrónicos, jóvenes que forman grupos: Grupo Desma, Grupo Xpander y otros.

## Fiestas

### Festival Nacional de la Papa, Ley 476
Se lleva a cabo cada año, donde se exponen una gran variedad de papas. La fiesta tiene una duración de una semana donde se presentan de acuerdo al cronograma de actividades:
1. Exhibición de las distintas variedades de papa que existen en Bolivia.
2. Presentación de la velada artística con la actuación de grupos folklóricos de todo el país.
3. Selección y presentación de la mejor producción de papa.
4. Entrega de premio al expositor que presente una nueva variedad de papa.
5. Entrega de premio al expositor que presente más variedades de papa.

### Fiesta en Homenaje al Patrono San Bartolomé y la Virgen del Rosario
Cada año, en el mes de agosto, el municipio de Betanzos celebra con devoción la festividad en honor a su patrono San Bartolomé y a la Virgen del Rosario, una tradición profundamente arraigada en la identidad cultural y religiosa de la región. Antiguamente, esta fiesta reunía a más de 30 banderas o pasantes, quienes organizaban diferentes actividades religiosas y culturales. Sin embargo, con el paso del tiempo, esta celebración ha ido perdiendo fuerza, manteniéndose gracias al esfuerzo de los devotos y autoridades locales.
Complementando esta festividad, en el mes de octubre se realiza una gran entrada folclórica, organizada por las unidades educativas del municipio. En este evento, estudiantes de diferentes niveles participan con danzas típicas del país, promoviendo así la conservación de las tradiciones culturales entre las nuevas generaciones.

## Servicios
Betanzos cuenta con los servicios de gas domiciliario, telefonía local, internet, televisión por cable, telefonía celular GSM - 3G - 4G , caminos asfaltados y servicios de bancos.

## Medios de comunicación social
Betanzos también cuenta con Medios de Comunicación Social al servicio del pueblo betanceño, emisoras que permiten mantener a toda la comunidad betanceña informada: canal de Televisión 7-11 (G.A.M. Betanzos), canal 8 Tv estatal, Radio Sintonía 94.1, Radio Misión 98.9Mhz, Radio Betanzos 89.5Mhz, Radio Kollasuyo, Radio Bethel, entre otros.